# Comuna de Krempna
Krempna (polaco: Gmina Krempna) é uma gminy (comuna) na Polónia, na voivodia de Subcarpácia e no condado de Jasielski. A sede do condado é a cidade de Krempna.
De acordo com os censos de 2004, a comuna tem 1976 habitantes, com uma densidade 9,7 hab/km².

## Área
Estende-se por uma área de 203,58 km², incluindo:
- área agricola: 25%
- área florestal: 72%

## Demografia
Dados de 30 de Junho 2004:
|                      | Total   | Total | Mulheres | Mulheres | Homens  | Homens |
| -------------------- | ------- | ----- | -------- | -------- | ------- | ------ |
|                      | pessoas | %     | pessoas  | %        | pessoas | %      |
| População            | 1976    | 100   | 942      | 47,7     | 1034    | 52,3   |
| Densidade (pop./km²) | 9,7     | 100   | 4,6      | 4,6      | 5,1     | 5,1    |

De acordo com dados de 2002, o rendimento médio per capita ascendia a 1934,86 zł.

## Comunas vizinhas
- Dukla, Nowy Żmigród, Osiek Jasielski, Comuna de Sękowa.